# Бореади
Бореади су браћа по оцу Бореја, бога северног ветра, Зет (грч. Ζήτης) (лат. Zetes) и Калеј (грч. Κάλαϊς) (лат. Calais).

## Митологија
Зет и Калаис су се истицали међу својим савременицима по једној особини - могли су летети, а за разлику од Персеја, Белерофонта, Дедала и Икара крила су добили рођењем на поклон од свога оца Бореја. Крила су им омогућила да изведу многа дела, а њихово највеће дело је било на походу Аргонаута.
На позив Јасона, браћа Бореади су се одазвали и учествовали на походу на Колхиду. На путу су свратили у Тракију, где је живео краљ и врач Финеј, и за кога је била удата њихова сестра Клеопатра.
Дошавши у Тракију, сазнали су да је Фенеј прогнао њихову сестру, и да се оженио са другом женом, Идотејом, кћерком морског бога Протеја, једнако лепом колико и злом, која га је наговорила да своје синове из брака са Клеопатром, затвори у тамницу. Финеј, не да их је утамничио већ их је и живе закопап. Када су за то чули, Бореади су одмах ослободили децу своје сестре, а Финеја нису казнили јер су били убеђења да неко није крив ако нешто уради по наговору своје жене. Бореади су били великодушни, али су зато богови казнили Финеја, тако што су у његов град послали чудовишн Харпије које су му свако јело отимале, а оно што нису могле појести, загадиле би својим изметом.
Бореади, Зет и Калаис, сажалили су се на Финеја и одлучили су да га ослободе мука које су му Харпије доносиле сваки дан. Узлетели су и сакрили се иза облака, и када су се Харпије појавиле, напали их са стране сунца и Харпије су у паници почеле бежати према Јонском мору. Потпомогнути ветром, Бореаиди су их јурили све до Плотских острва, и таман када су се спремали да својим стрелама убију Харпије, богиња Ирида им је рекла да је Зевс одлучио да више не кажњава Финеја.
Браћа су се срећни вратили у Тракију и наставили поход са Аргонаутима.
На сећање на Бореаде, на њихов повратак, Плотска острва се отада зову Строфади, или острва повратка, а то име и дан данас носе.